# Verdesse

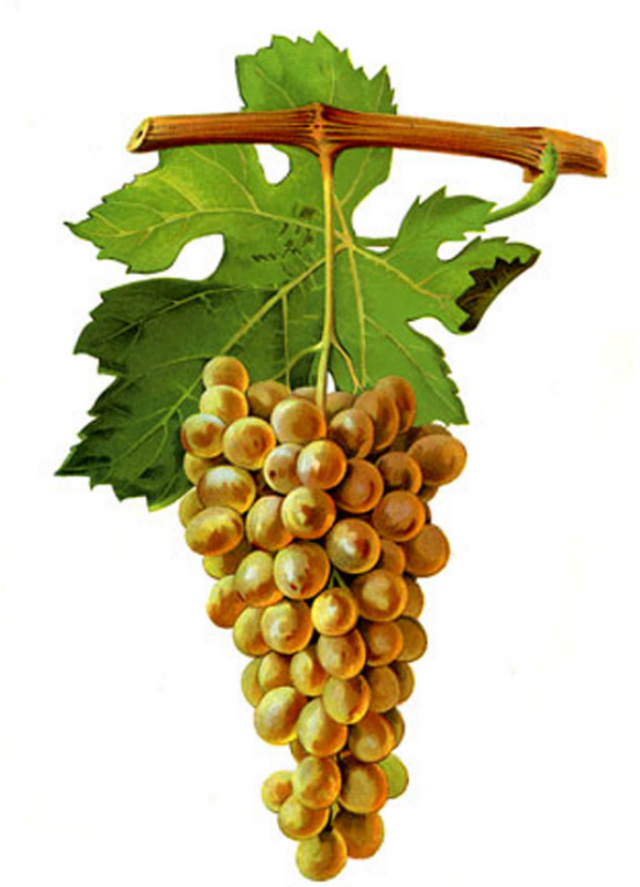
Verdesse im Buch von Viala & Vermorel

Verdesse ist eine Weißweinsorte, die in kleinen Mengen im Département Isère in Ostfrankreich (Vin de Savoie, VDQS – Wein Vin du Bugey, Vin de Pays de Grésivaudan, Landweine aus dem Tal der Drac) kultiviert wird. Sie erbringt alkoholstarke, würzige Weißweine mit floralen Aromen, jedoch ohne Muskatnote, wie einige der Synonyme implizieren. Die spätreifende Sorte wird auch als Tafeltraube verwendet, ist recht resistent gegen Rohfäule aber anfällig gegen den Echten Mehltau und den Falschen Mehltau. Verdesse ist eine Varietät der Edlen Weinrebe (Vitis vinifera). Sie besitzt zwittrige Blüten und ist somit selbstfruchtend. Beim Weinbau wird der ökonomische Nachteil vermieden, keinen Ertrag liefernde, männliche Pflanzen anbauen zu müssen.
Der Name spielt auf das satte Grün der Blätter und der Beeren an (vert: grün)
Für den Weinbau ist in Frankreich nur Klon 931 zugelassen.

## Synonyme
Die Rebsorte Verdesse ist auch unter den Synonymen Blanchette, Clairette de Chindrieux, Clairette précoce, Dongine (in der Weinbauregion Bugey. Dongine ist auch ein Synonym der Sorte Mondeuse. Beide Sorten sind jedoch nicht miteinander verwandt), Etraire Blanche (in der Nähe von Grenoble), Verdasse, Verdêche, Verdesse Muscade, Verdeze musqué und Verdeze musquée bekannt.